# Quilamba
Pour les articles homonymes, voir Kilamba.
Cidade do Quilamba est une ville nouvelle d'Angola, de la municipalité de Belas située à environ 20 km au sud de Luanda, la capitale du pays.
D'une capacité de 500 000 habitants, elle a été inaugurée le 11 juin 2011.

## Financement
Le projet urbanistique a été lancé en 2008, à l'initiative des organismes CITIC Group et de la banque ICBC de Chine populaire, en échange d'un accès prioritaire à des ressources naturelles du pays (notamment le pétrole). Le projet s'achève fin 2012.
Le coût du projet est estimé à deux milliards et demi de dollars.

## Logements sociaux
Le projet de logements sociaux de Nova Cidade de Quilamba se situe dans la zone de Camama (l'une des communes de la municipalité). Ce projet comprend 409 édifices, représentant un total de 20 000 appartements de 2, 3 et 4 pièces à vivre, pouvant loger 120 000 personnes.
Cette cité s'étendra sur une superficie de 5 200 hectares, à échéance. Elle comptera 24 jardins d'enfants, des écoles maternelles, neuf écoles primaires et huit écoles secondaires, une sous-station de distribution de l'énergie électrique et une usine de traitement d'eau potable.
Les bâtiments sont répartis en 123 édifices de quatre étages, 160 de huit étages, 68 de dix étages et 58 de douze étages, chacun ayant quatre appartements par étage depuis le rez-de-chaussée.

## Peuplement de la ville
Encore inhabitée en 2011, la nouvelle cité a alors été vivement critiquée pour n'être qu'une ville fantôme qui a fait l'affaire des acteurs économiques y ayant contribué, cela avant même que les appartements construits aient pu être mis sur le marché. En effet, seuls 220 logements ont été vendus dans la première année de vente.
La commercialisation du parc immobilier a été confiée à Sonangol Imobiliaria. En septembre 2013, le président de la cité annonce que tous les appartements ont été vendus et que la ville compte déjà 40 000 habitants. En juillet 2015, le nombre d'habitants est de 80 000.

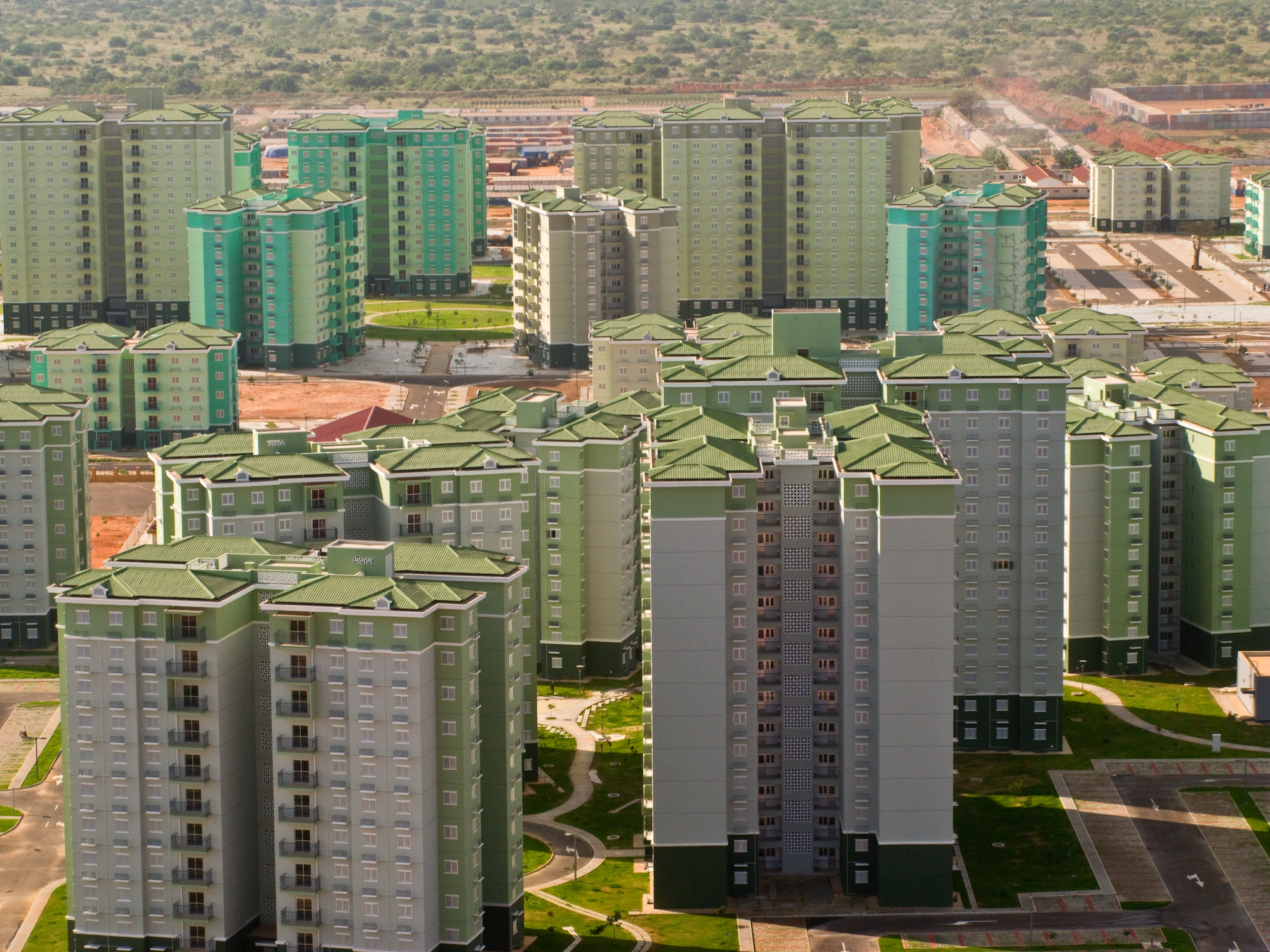
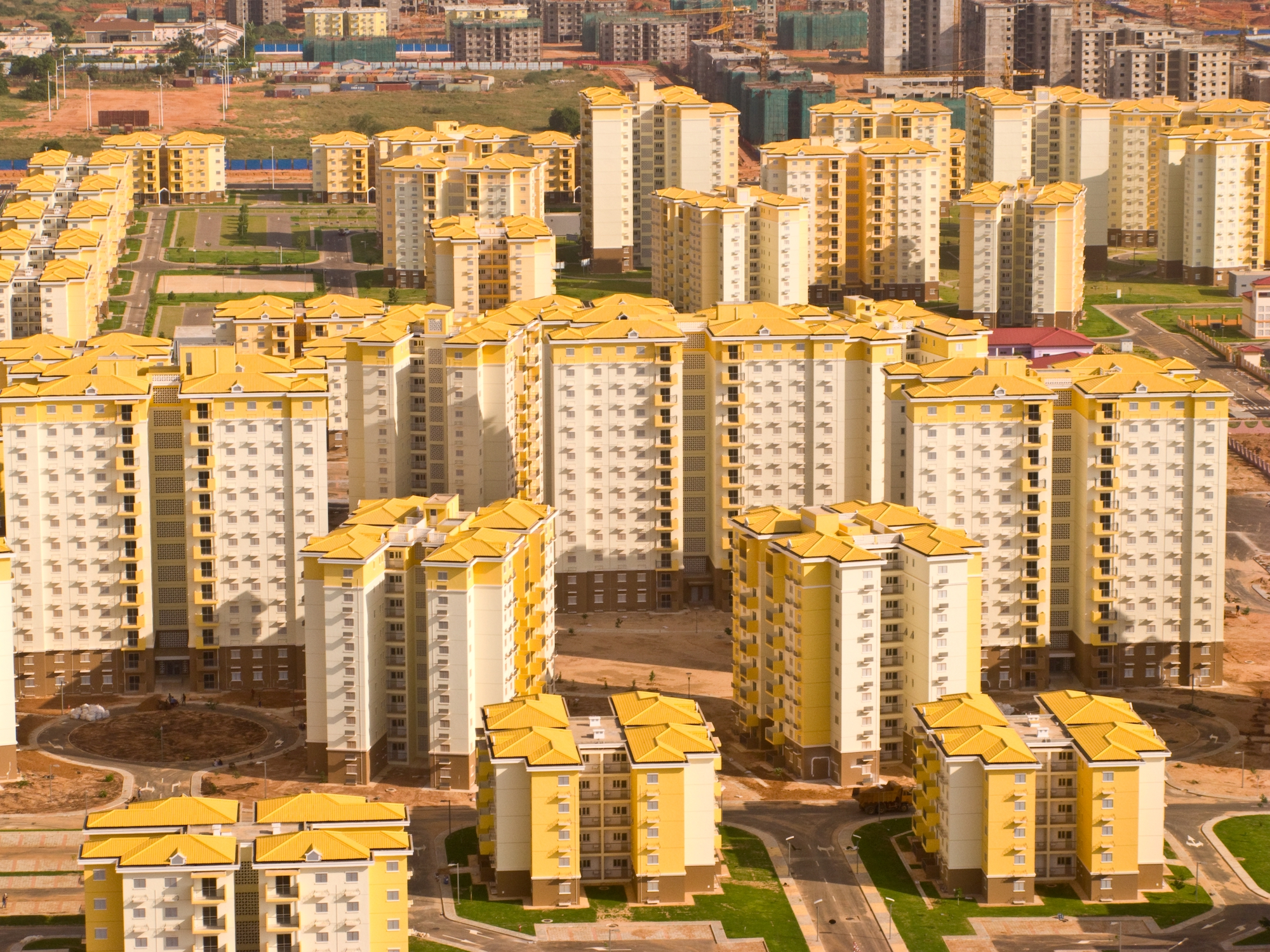